# Hipermedija
Hipermedija ili hipertekst je standard svjetske mreže koja je dostupna preko interneta. Shvata se i kao tekst koji u sebi sadrži vezu prema nekom drugom tekstu, tekst o tekstu, sa kojim je strukturalno povezan, ali i sasvim nezavisan od njega.

### Definicija
Rodžer Fidler hipermediju definiše kao sistem za logično povezivanje podataka u kojoj god oni formi postojali unutar baze podataka - tekstualnoj, grafičkoj, fotografskoj, video ili audio. To je sistem za logično povezivanje velikog broja dokumenata unutar baze podataka.
Zajedničko svim definicijama hipermedije ili hiperteksta je obezbjeđivanje međusobnog praćenja srodnih jedinica, tekstova i informacija na naizgled nelinearan, razbacan način.

### Osnivač termina
Teodor Holm Nelson je rane eksperimente sa formom hiperteksta izvodio početkom 1960. godine, te se smatra i osnivačem termina "hypermedia". Iako je fenomen hiperteksta(hipermedije) univerzalno prihvaćen mrežni koncept na internetu, neki smatraju da je do danas potpuno neiskorišćen u smislu da autorove kompletne vizije nikada nisu do kraja shvaćene. Ipak, koncept da se svi tekstovi napišu kao jedan tekst - hipertekst, čiji se svaki pojedinačni dio može klikom povezati, postao je osnovni model za kretanje internetom.

### Rizomska struktura
Gilles Deleuze i Felix Guattari objasnili su pojam hipermedije na modelu razgranatog, isprepletenog korijena - rizoma. Ovaj model prikazuje logički informacijski put podataka od svog nastanka , potom razvrstavanje različitim putevima preko krošnjaste strukture rizoma. Put uvijek zavisi od korisnika ove strukture.
Za oba autora informacija nije statična, nego se stalno razvija u nepredvidivim pravcima.

#### Osobine
- povezanost : ne postoji samo jedan put do neke tačke u vebu. Hipermedija primjenjuje visok stepen povezanosti.
- heterogenost : svaka mrežna dimenzija ima istu vrijednost, bez hijerarhije.
- multiplikovanost : putanje unutar sistema imaju virtuelnu konstrukciju i beskonačno prostiranje.
- sposobnost regeneracije : pokušaji da se nešto skine sa mreže su kontraproduktivni, pritom nastaju novi sajtovi kao reakcija korisnika.
- princip kartografije : informacije se prikupljaju sa raštrkane strukture i vizualizuju u jednom mjestu kao cjelina.
- princip dekalkomanije : pomaže multiplikaciju i regeneraciju.

### Vrste
Unutrašnja hipermedijalnost - ne otvara put do nekog novog sadržaja, nego vodi do odabranog dijela istog sadržaja. Ovom vrstom se povezuju samo lokalni sadržaji sa neke stranice, a ne upućuje na širi prostor mreže.
Vanjska onlajn hipermedijalnost - upućuje hiperlinkovima na neke druge sadržaje na internetu. I ova vrsta hipermedijalnosti primjenjuje rizomski koncept kretanja kroz mrežne tekstove. Primjenjuju je samo razvijeniji veb-sajtovi na internet mreži.

### Razlikovanje hipermedije i hiperteksta
Neki autori jasno razlikuju termin hiperteksta i hipermedije, razlikujući ih po osobinama sadržaja.
Pritom je hipertekst određen upotrebom tekstualnih sadržaja na internetu, a hipermedija je, zapravo, nadograđena mogućnošću hiperpovezivanja i teksta i multimedijalnih sadržaja. Takva prezentacija podrazumijeva primjenu različitih programskih aplikacija koji objedinjuju tekst, fotografije, animacije. zvučne zapise, video zapise i slično.

### Prednost i nedostaci hipermedije
Veliki broj stranica koje sadrže multimedijske sadržaje napravljene su tako da korisnici sami mogu da izaberu element multimedije i da ga aktiviraju ili zaustave klikom za početak ili kraj. Multimediji tako stranicu čine zanimljivijom i privlače pažnju korisnika, nude bogatiji sadržaj i dopunu vijesti. Loše strane se odnose na računarsku opremu korisnika - problem kompatibilnosti, mogućnosti da sadržaj uspori, vrijeme preuzimanja fajlova može biti dugo i slično.

### Adaptivna hipermedija
Na jednak način na koji je hipermedija nadogradnja multimedije, adaptivna hipermedija je nadogradnja hipermedije. Osnovni nedostatak hipermedije je što se ona ne prilagođava korisniku. Tako, na primjer, obrazovne hipermedijske stranice koje kao sadržaj nude informacije iz elementarne matematike neće se prilagođavati korisniku, već će mu nuditi sadržaj na način koji je predvidjela osoba koja je taj sadržaj ponudila. ko se uspoređuje samo prezentacija materijala, ovakav pristup bi se mogao poistovjetiti s predavačem koji predaje polaznicima gradivo, ali pri tome ne može ostvariti nikakvu komunikaciju s njima. Takav predavač ne samo da ne bi mogao svakom pojedinom studentu posvetiti dovoljno vremena i proučiti što mu je nejasno, već bi vrlo teško i organizirao nastavu jer bi ju morao temeljiti samo na svojim pretpostavkama o tome na koji način polaznici savladavaju gradivo.
Adaptivna hipermedija rješava taj problem.

## Literatura
1. Tatjana Tapavički Duronjić, Kompjuterska kultura i moderni mediji; Filozofski fakultet Banjaluka, 2008.
2. Ričard Krejg, Onlajn novinarstvo; Multimedia Clio, Beograd, 2010.
1. ↑  "Adaptivna hipermedija"